# Bram Streefland
Abraham (Bram) Streefland (Renkum, 26 maart 1906 - Woeste Hoeve, 8 maart 1945) was een Nederlandse verzetsstrijder in de Tweede Wereldoorlog. Hij werd in november 1944 tijdens Operatie Pegasus II gepakt en een aantal maanden later bij Woeste Hoeve samen met 116 anderen geëxecuteerd als represaillemaatregel vanwege de aanslag op Hanns Rauter.

## Levensloop
Streefland groeide op in Renkum. Na de uitbraak van de Tweede Wereldoorlog vormde hij samen met Derk Bernard Mans en Wouter van den Brink een verzetsgroep. Aanvankelijk hield de groep zich bezig met het onderbrengen van onderduikers en de verspreiding van illegale bladen. Na verloop van tijd groeide de groep uit tot zo'n twintig man. De groep richtte zich er op om bij een geallieerde invasie het Duitse verkeer lam te leggen. De verzetsgroep beschikte over een autogeen snijapparaat om spoorstaven door te snijden, een eigen vrachtwagen, staalkabels, kraaiepoten en Molotovcocktails.
Door het uitblijven van de invasie gebeurde er aanvankelijk weinig. De groep kwam door toedoen van de V-Mann Johnny de Droog wel bij de Duitsers in beeld. Streefland en Van den Brink doorzagen op tijd dat De Droog niet te vertrouwen was en doken net op tijd onder en Mans vluchtte naar Engeland. Streefland vond onderdak in Wormer en later dichter bij huis in de Betuwe. Op 17 september 1944 landen Britse parachutisten als onderdeel van Operatie Market Garden op de heide bij Renkum. Zij hadden als doel de Rijnbrug bij Arnhem te veroveren. Streefland mobiliseerde snel zijn gehele verzetsgroep en bood de Britten hun diensten aan. De Engelse commandant Brown verbood de Nederlandse verzetslieden om wapens te dragen, maar Streefland trok zich daar niets van aan. Samen met Van den Brink ging hij op pad en kregen een schijnbaar verlaten dieselbus in het oog. Daarbij maakten ze twee Duitse krijgsgevangen die ze overdroegen aan de Engelsen. Daarna spoedde het duo zich naar het Duitse hoofdkwartier bij hotel Klein Zwitserland in Heelsum. De Duitsers werden door de Britten overmeesterd en Streefland ontfermde zich snel over de Duitse wapens en nam ze mee voor zijn eigen verzetsgroep.
De Britse commandant vestigde zijn hoofdkwartier in het hotel Rijnzicht in de Dorpsstraat in Renkum. Streefland begaf zich daar naartoe. Terwijl hij daar nog was drongen de Duitsers het hotel binnen. Streefland wist nog net een overgordijn over een radio en een aantal belastende papieren te leggen. Hierna was de strijd in Renkum beslecht. Streefland week uit naar Bennekom, waar hij vervolgens hielp bij het verzamelen en onderbrengen van Britse parachutisten die na de verloren Slag waren achtergebleven.
Nadat Bennekom werd geëvacueerd vertrok Streefland samen met Van den Brink naar Ede. Daar kwam het duo in contact met de Edese verzetsleider Derk Wildeboer en raakte zodoende betrokken bij Operatie Pegasus 2, die plaatsvond in de nacht van 18 op 19 november 1944. Tijdens Pegasus 1 waren een maand eerder honderdveertig man, grotendeels geallieerde soldaten, dwars door de Duitse linies heen de Rijn over gesmokkeld richting veilig gebied. Operatie Pegasus 2 was minder goed georganiseerd. De groep liep achter op schema, waardoor er werd besloten een stuk af te snijden.
Van den Brink en Streefland waren aangewezen als gidsen voor het laatste deel van de route. De groep probeerde ter hoogte van de Heibloemlaan de weg tussen Ede en Arnhem over te steken, maar werd daarna direct beschoten. De colonne viel daarna uit elkaar. De groep van Streefland bestond nog uit zeventien man. Op aanstalten van de Britse officier Maguire werd besloten de wapens te begraven. De groep verborg zich in een bomkrater vlak bij een Duitse artilleriestelling. Een Duitse soldaat die geluiden had gehoord begaf zich door het struikgewas en trof de zeventien man aan. Van den Brink slaagde er samen met zes anderen wel in om de Rijn over te steken.
Streefland droeg weliswaar een geallieerd uniform, maar zijn Engels was niet goed genoeg waardoor hij door de mand viel. Het feit dat Streefland een Nederlander was betekende dat hij niet werd aangezien als krijgsgevangene, maar als partizaan en daarmee volgens Duitse richtlijnen niet onder de Derde Geneefse Conventie viel. Ditzelfde gold meerdere deelnemers aan de dropping, waaronder Johann Heyen en een andere gids Marinus van den Born. Het drietal werd overgebracht naar het regionale hoofdkwartier van de Sicherheitsdienst De Wormshoef in Lunteren. Van daaruit werden de gevangenen op 7 december overgebracht naar de Rotterdamsche Bank in Velp, waar de Duitsers een gevangenis hadden ingericht. Op 6 februari 1945 volgde transport naar de De Kruisberg in Doetinchem. Volgens getuigen leed Streefland in Doetinchem aan een zware longontsteking.
In de nacht van 6 op 7 maart 1945 raakte de SS-officier Hanns Albin Rauter, de Duitse leider van de politie in Nederland, bij de Woeste Hoeve op de oostelijke Veluwe zwaargewond bij een toevallige aanslag. Op 8 maart 1945 executeerden de Duitse bezetters als wraak 117 gevangenen bij de plaats van de aanslag. Onder de slachtoffers waren Streefland, Van den Born en Heyen.

## Persoonlijk
Streefland was getrouwd en had een dochter.

## Postuum
Tijdens zijn opgraving na de oorlog bleek dat Streefland nog steeds hetzelfde geallieerde uniform droeg waarin hij was opgepakt. Zijn stoffelijke resten werden herbegraven op de Oude Algemene Begraafplaats in Renkum. In zijn woonplaats werd de Fluitermaatscheweg hernoemd naar Bram Streeflandweg. Van de Amerikaanse regering ontving hij postuum de Medal of Freedom.